# Wielka wojna ojczyźniana

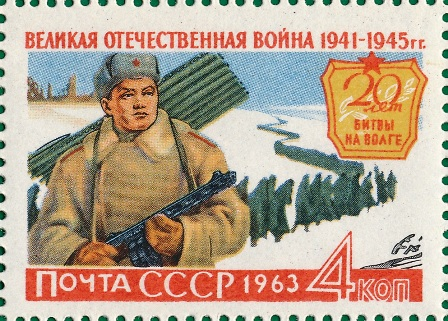
Radziecki znaczek pocztowy z 1963 roku upamiętniający wielką wojnę ojczyźnianą

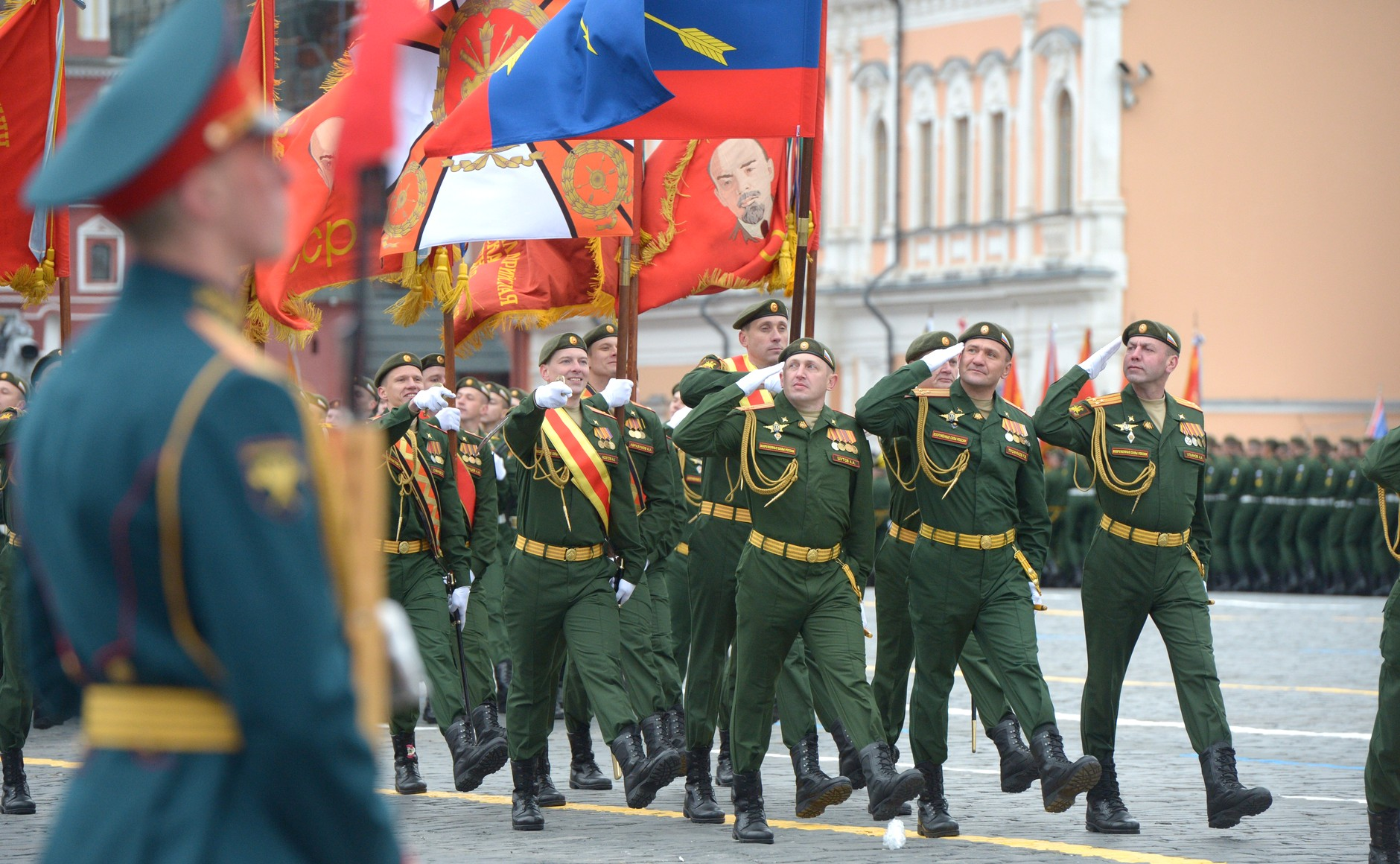
Coroczne Parady Zwycięstwa na placu Czerwonym w Moskwie są najbardziej znanym przykładem upamiętnienia i propagandowego wykorzystania zwycięstwa ZSRR w wielkiej wojnie ojczyźnianej przez współczesne władze rosyjskie

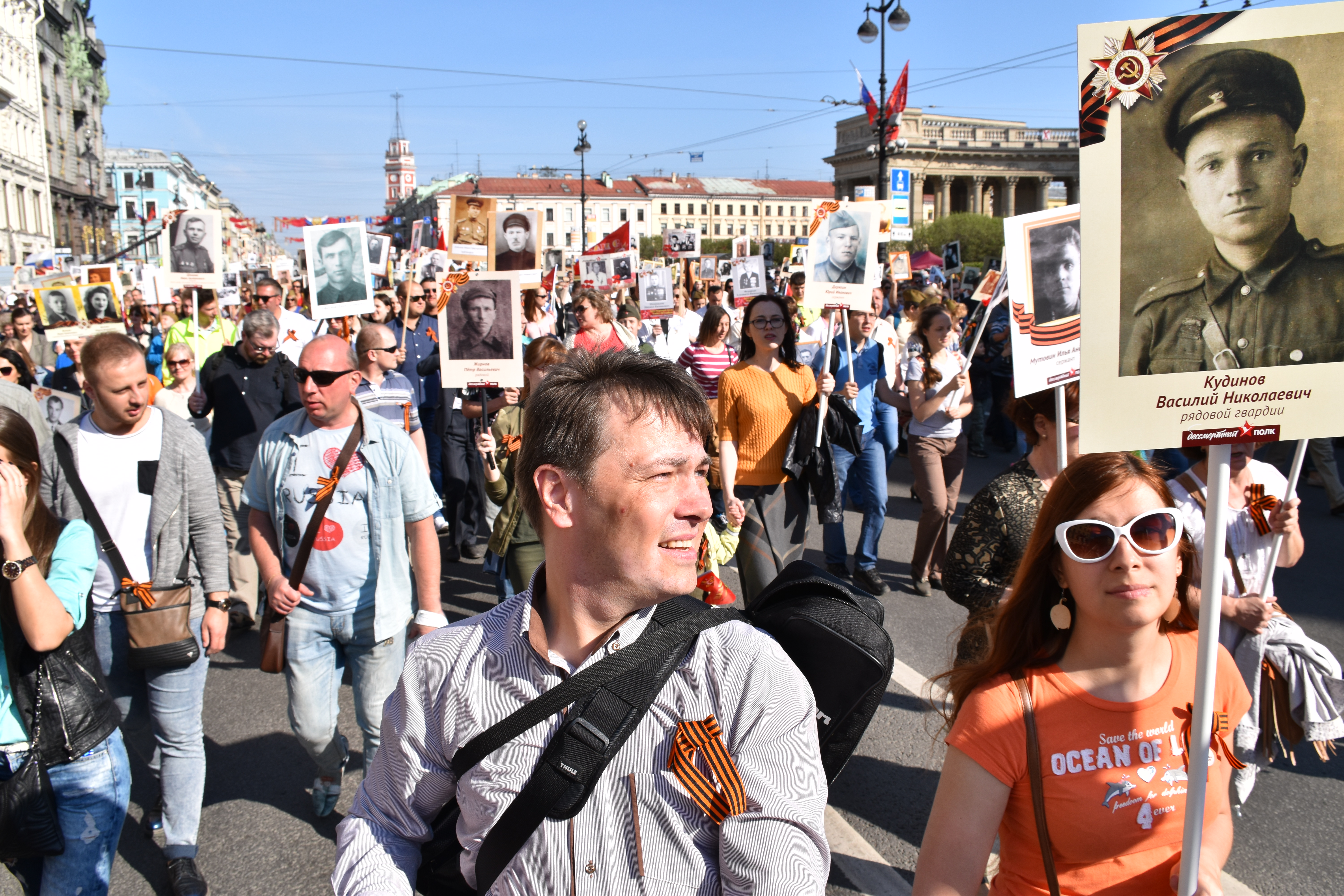
Nieśmiertelny pułk, coroczna akcja społeczna upamiętniająca zwycięstwo i ofiary wielkiej wojny ojczyźnianej, Petersburg 2016

Order Wojny Ojczyźnianej I klasy

Wielka wojna ojczyźniana (ros. Великая Отечественная война), także wielka wojna narodowa lub wojna narodowa – w radzieckiej i rosyjskiej literaturze i historiografii propagandowy termin określający część II wojny światowej, w której, po stronie koalicji antyhitlerowskiej, przeciwko III Rzeszy i jej sojusznikom, brał udział Związek Radziecki. Obejmuje okres od ataku Niemiec na ZSRR (operacji Barbarossa) 22 czerwca 1941 do 9 maja 1945 roku (przyjmowana w ZSRR data kapitulacji Niemiec i zakończenia II wojny światowej w Europie).

## Wykorzystanie terminu
Termin „wojna ojczyźniana” (отечественная война) odnosił się pierwotnie do rosyjskiego oporu wobec francuskiej inwazji na Rosję wojsk Napoleona I (jako Wojna Ojczyźniana z 1812 roku). W języku rosyjskim określenie to odnosiło się do wojny na własnym terytorium (отечество oznacza „ojczyznę”), w przeciwieństwie do kampanii zagranicznej (заграничная война), a później został zreinterpretowany jako wojna o ojczyznę, czyli wojna obronna za ojczyznę. Czasami Wojna Ojczyźniana 1812 roku była również nazywana Wielką Wojną Ojczyźnianą (Великая отечественная война); wyrażenie to pojawiło się po raz pierwszy w 1844 roku i stało się popularne w 1912, w przededniu setnej rocznicy wojny ojczyźnianej 1812 roku. Po 1914 roku wyrażenie to zostało zastosowane do I wojny światowej. Tak nazywał się specjalny wojenny dodatek do pisma „Teatr i Życie” w Sankt Petersburgu i odnosił się do frontu wschodniego I wojny światowej, gdzie Rosja walczyła z Cesarstwem Niemieckim i Austro-Węgrami. Zwroty Druga Wojna Ojczyźniana i Wielka Światowa Wojna Ojczyźniana były również używane podczas I wojny światowej w Rosji.
Termin „wielka wojna ojczyźniana” pojawił się ponownie w oficjalnej gazecie KPZR „Prawda” 23 czerwca 1941 r. oraz w przemówieniu radiowym Józefa Stalina z 3 lipca 1941 roku, w którym odwołał się on do patriotyzmu narodów tworzących ZSRR w obliczu ataku państw faszystowskich. Termin ten odnosi się jedynie do walk ZSRR z III Rzeszą i jej sojusznikami – Włochami, Węgrami, Rumunią, Finlandią, Słowacją i Chorwacją na froncie wschodnim. Nie obejmuje natomiast działań wojennych na Dalekim Wschodzie pomiędzy Związkiem Radzieckim a Japonią.
Nomenklatury tej użyto z dwóch powodów – jako oznaczenia nowej fazy konfliktu zbrojnego (ZSRR ówcześnie oficjalnie nie przyznawał się do uczestnictwa w II wojnie światowej) oraz w celach propagandowych – ciąg słów wyrażał nie tylko walkę Sowietów, ale i jej narodowy, powszechny, uniwersalny charakter, co miało mobilizować ludność do aktywnego uczestnictwa w obronie kraju.
Termin ten nie obejmuje natomiast współpracy militarnej i gospodarczej z III Rzeszą od paktu Ribbentrop-Mołotow (23 sierpnia 1939) do 22 czerwca 1941 roku – agresji na Polskę i aneksji jej ziem wschodnich, zagarnięcia Litwy, Łotwy i Estonii, a następnie (w ramach tzw. wojny zimowej) napaści ZSRR na Finlandię, a także zagarnięcia wschodniej części Rumunii. Nazwa wielka wojna ojczyźniana nawiązywała do wojny 1812 (ros. Отечественная война 1812 года).
W propagandzie radzieckiej wielka wojna ojczyźniana była zwycięstwem ZSRR pod przywództwem Józefa Stalina, zaś ogromne straty ludzkie po stronie ZSRR (ok. 20 mln) stanowiły miarę jego wkładu w zwycięstwo nad nazizmem. W ocenie historyka i żołnierza Nikołaja Nikulina wojna została wygrana głównie dzięki poświęceniu ludności i wsparciu aliantów, a wbrew fatalnej polityce WKP(b) i terrorowi lat 30., który doprowadził do demoralizacji wojska i administracji oraz ograniczenia zdolności bojowej kraju.
Współcześnie termin jest powszechnie używany w Rosji oraz niektórych innych, byłych republikach radzieckich, w szczególności na Białorusi oraz w nieuznawanym Naddniestrzu. Natomiast kraje bałtyckie zrezygnowały z jego użycia zaraz po odzyskaniu niepodległości w 1991 roku.
Na Ukrainie termin wielka wojna ojczyźniana (ukr. Велика Вітчизняна війна) stopniowo wyszedł z użycia w oficjalnych publikacjach po wybuchu wojny rosyjsko-ukraińskiej w 2014 roku. Już wcześniej, 25 maja 2010 roku Lwowska Rada Obwodowa przyjęła uchwałę mówiącą o tym, że nie będzie w przyszłości wykorzystywać terminu wielka wojna ojczyźniana, ponieważ „nie odpowiada on ukraińskiej rzeczywistości historycznej”. W lipcu 2015 roku Muzeum Historii Ukrainy w Wielkiej Wojnie Ojczyźnianej 1941–1945 zmieniło nazwę na Muzeum Historii Ukrainy w II Wojnie Światowej.